# Consolidated BQ-8

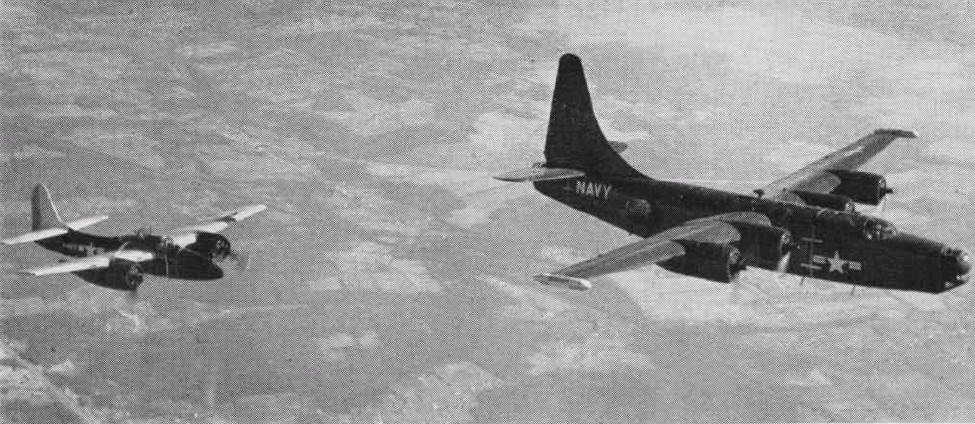
Самолёт-снаряд (справа) и самолёт сопровождения F7F-3D с радиокомандной аппаратурой на борту (слева) в полёте

BQ-8 (кодовое название — Anvil, «наковальня») — секретный проект переоборудования списанных со службы патрульных самолётов Consolidated PB4Y-1 в радиоуправляемые летающие бомбы (или «самолёт-снаряды» в терминологии тех лет), аналогичные машинам серии Boeing BQ-7 Aphrodite. Реализовывался под кодовым обозначением «Энвил» и индексом MX-541 совместно инженерами корпорации Consolidated Aircraft и специалистами флота, параллельно с аналогичными работами армейской авиации (BQ-7). Проект был вкладом ВМФ США в программу создания управляемых вооружений — предшественников крылатых ракет. Лишь несколько машин были переоборудованы и лишь две попытки боевого применения состоялись в 1944 году.

## История
Предложение генерал-майора авиации Джеймса Дулитла использовать исчерпавшие свой лётный ресурс бомбардировщики в роли радиоуправляемых летающих бомб, несмотря на традиционное настороженно-враждебное отношение военно-морских офицеров к армейским авиаторам, встретило определённую поддержу на флоте. ВМФ США считал, что такие сверхтяжёлые снаряды могут оказаться полезны для поражения хорошо защищённых японских позиций на островах Тихого Океана.
Тем не менее, флот испытывал некоторые сомнения в отношении возможности использования системы управления AZON для самолётов. Опыт работы с беспилотными дронами Interstate TDR продемонстрировал ВМФ США сложность процесса управления по радио даже специально построенным самолётом-роботом. Моряки считали, что управление самолётом-снарядом исключительно по азимуту, с поддержанием заданой высоты автопилотом, никогда не будет достаточно надёжным.
В результате, флот отказался от участия в общей с армией программе, предпочтя на её основе разработать собственную программу «Anvile». В рамках этой программы, два патрульных бомбардировщика Consolidated PB4Y-1, приписаные к Атлантическому Флоту были переделаны в летающие бомбы — с самолётов было снято лишнее оборудование, а бомболюк снаряжён 11300 кг торпекса.
Бомбардировщики BQ-8 должны были применяться аналогично BQ-7: два пилота поднимали самолёт в воздух и устанавливали автопилот, затем покидая машину с парашютом. По неизвестной причине, флот усложнил систему радиоуправления самолётами, введя в неё дополнительное звено — бомбардировщик B-17, выполнявший функции ретранслятора между самолётом-снарядом и самолётом управления.

## Боевое применение
Только два самолёта-снаряда BQ-8 были построены, и только две операции с их применением были осуществлены. Первый был предпринят 12 августа 1944 года в совместной операции армии и ВМФ против стратегических объектов программы Фау-1.
Целью атаки ВМФ был избран район Moyecques во Франции, локация строящейся батареи сверхдальнобойных орудий V-3. Флот рассчитывал, что сверхтяжёлый фугас сможет нанести достаточный урон подземным штольням.
Бомбардировщик BQ-8 поднялся в воздух с экипажем из двух добровольцев, и направился к цели. Пилоты установили автопилот, и готовились покинуть машину, предварительно включив взрыватели. Но по неизвестной причине, взведенный взрыватель сработал немедленно: самолёт взорвался в воздухе вместе с двумя членами экипажа на борту, включая лейтенанта Джозефа Кеннеди и лейтенанта Уилфорда Дж. Уилли.
Вторая попытка применения дронов была проведена против бункеров баз субмарин в Гельголанде. 3 сентября 1944 года, самолёт BQ-8 поднялся в воздух. Пилоты установили автопилот, и, включив системы взрывателя, покинул машину с парашютами успешно. Тем не менее, из-за ошибки оператора, машина не дошла до цели, и вместо этого врезалась в остров Дюне (Dune), ошибочно принятый им за цель задания.
Два впечатляющих фиаско подряд изрядно подорвали доверие флота к программе. Несмотря на то, что инженеры предложили некоторые усовершенствования, ВМФ принял решение закрыть программу.